# Буя Йосип Юрійович
Йосип Юрійович Буя (нар. 1895, село Розьвениця, Австро-Угорщина, тепер Ярославського повіту Підкарпатського воєводства, Республіка Польща — ?) — український радянський діяч, токар, майстер вагоноремонтного заводу Львівського трамвайного парку. Депутат Верховної Ради УРСР 2—3-го скликань.

## Життєпис
Народився в бідній селянській родині. Закінчив початкову школу, працював помічником будівельника. Підлітком поїхав працювати до міста Кракова, де був чорноробом в приватних майстернях, підручним коваля, слюсаря і токаря. Здобувши кваліфікацію, у 1913 році переїхав до Львова, де працював слюсарем у залізничних майстернях.
Під час першої світової війни служив у австрійській армії, потрапив у полон. Повернувшись з полону в рідні краї, потрапив до табору, де був ув'язнений протягом року. Потім працював чорноробом у Львові.
З кінця 1920 року — робітник, токар та слюсар Львівських трамвайних майстерень. Брав активну участь в політичному житті, був одним із організаторів страйків робітників Львова.
Після захоплення Галичини Червоною армією, став майстром механічного цеху Львівських трамвайних майстерень. У грудні 1940 року був обраний депутатом Львівської міської ради депутатів трудящих.
Після німецько-радянської війни продовжував працювати майстром у Львівському трамвайному тресті.
Член ВКП(б) з 1947 року.
Як майстер механічного цеху вагоноремонтного заводу управління Львівського трамваю (трамвайного парку) часто перевиконував плани, був ініціатором соціалістичного змагання. Закінчив Львівську обласну партійну школу.

## Нагороди
- орден Леніна (23.01.1948)
- ордени
- медалі